# Peder Järphag
Owe Stellan Peder Järphag, född 24 januari 1964, är en svensk tidigare handbollsspelare. Han spelade 78 A-landskamper och deltog vid OS 1988 i Seoul.

## Klubbar
- IK Sävehof (–1985)
- HP Warta (1985–1986)
- BM Granollers (1986–1988)
- IK Sävehof (1988–1993)
- IK Sanna/Heim (1993–1995)